# Bernhard Stiedl

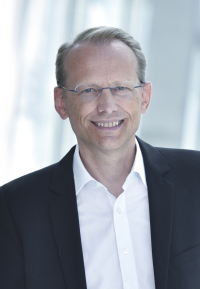
Bernhard Stiedl (2021)

Bernhard Stiedl (* 1970 in Deggendorf) ist ein deutscher Gewerkschaftsfunktionär und seit Januar 2022 Vorsitzender des Deutschen Gewerkschaftsbundes in Bayern (DGB Bayern).

## Ausbildung und Betriebliche Mandate
Bernhard Stiedl begann 1986 bei der Rohde & Schwarz GmbH & Co. KG in Teisnach eine Berufsausbildung zum Feinmechaniker. Berufsbegleitend studierte er Betriebswirtschaftslehre.
Von 1988 bis 1994 war Stiedl Vorsitzender der Jugend- und Auszubildendenvertretung und von 1994 bis 1997 Betriebsrat bei der Rohde & Schwarz GmbH & Co. KG.

## Gewerkschaftliche Funktionen
Seit 1997 ist Bernhard Stiedl hauptamtlicher Gewerkschafter. Zuerst war er Gewerkschaftssekretär der IG-Metall-Geschäftsstelle in Ingolstadt, von 1998 bis 2005 als Bezirkssekretär der IG Metall Bayern, bis er als Zweiter Bevollmächtigter der IG Metall in die Geschäftsstelle nach Ingolstadt zurückkehrte. Ab 2018 bis zu seiner Wahl zum Vorsitzenden des DGB Bayern war Stiedl Erster Bevollmächtigter der IG Metall Geschäftsstelle Ingolstadt.
Von 1995 bis 1997 war Stiedl Vorsitzender des Bezirksjugendausschusses der IG Metall Bayern und von 1998 bis 2006 Vorsitzender des Bezirksjugendausschusses des DGB Bayern. Von 2012 bis zu seiner Wahl zum Vorsitzenden des DGB Bayern in Nachfolge von Matthias Jena war er zudem Vorsitzender des DGB-Stadtverbandes Ingolstadt. Er ist neben der IG Metall Mitglied der IG Bergbau, Chemie, Energie, der GUV/Fakulta sowie der Gewerkschaftsinitiative Mach meinen Kumpel nicht an!.

## Weitere Funktionen und Mitgliedschaften
Von 2006 bis 2022 war Stiedl Mitglied des Verwaltungsausschusses der Agentur für Arbeit Ingolstadt und von 2017 bis 2022 Mitglied im Beirat der AOK-Direktion Ingolstadt. Seit 2022 ist Stiedl Mitglied im Verwaltungsrat der AOK Bayern und Mitglied im Rundfunkrat des Bayerischen Rundfunks.
Stiedl ist darüber hinaus Mitglied des Deutschen Arbeitsgerichtsverbandes.

## Publikationen
- mit Daniel Friedrich: Die IG Metall weiterentwickeln. In: spw – Zeitschrift für Sozialistische Politik und Wissenschaft, 143, 2005.
- Flächentarifvertrag im Wandel. In: FAUST – Magazin der bayerischen Jusos, Heft 1 (2005).
- Informationen aus dem Arbeitsrecht, Sozialrecht und Steuerrecht für Arbeitnehmer. Mein Buch, Hamburg 2006, ISBN 3-86516-331-9.